# Geometria hiperboliczna

Przykładowe pokrycie (tesselacja) płaszczyzny hiperbolicznej za pomocą siedmiokątów foremnych – użyty tu model to dysk Poincarégo

Geometria hiperboliczna (zwana także geometrią siodła, geometrią Łobaczewskiego lub geometrią Bolyaia-Łobaczewskiego) – jedna z geometrii nieeuklidesowych.

## Określenie
Geometrię hiperboliczną otrzymuje się z geometrii euklidesowej w wyniku zastąpienia pewnika o prostych równoległych następującym postulatem hiperbolicznym:

„Przez dowolny punkt nieleżący na danej prostej przechodzą co najmniej dwie różne proste niemające wspólnych punktów z tą prostą”.

## Historia
Pierwsze wyniki w geometrii hiperbolicznej otrzymał około roku 1700 Giovanni Gerolamo Saccheri, który starał się wykazać prawdziwość pewnika o prostych równoległych metodą sprowadzenia do sprzeczności. Założywszy zaprzeczenie wspomnianego pewnika, starał się wyprowadzić stąd zdania sprzeczne z przyjętymi założeniami. Były to twierdzenia geometrii hiperbolicznej, czego Saccheri nie był świadom i uznawszy je za wystarczająco (według ówczesnych pojęć) absurdalne, uznał sprawę za rozwiązaną, przyjmując ich absurdalność za szukaną sprzeczność. W podobny sposób postępował Johann Heinrich Lambert, który badał tzw. czworokąt Lamberta, mający trzy kąty proste i jeden ostry. Ponownie, choć tym razem świadomie, geometria hiperboliczna została odkryta przez Bolyaia, Gaussa i Łobaczewskiego, którego nazwiskiem jest czasem nazywana. Łobaczewski opublikował swoje rezultaty w roku 1830, a Bolyai, niezależnie od rosyjskiego matematyka, dwa lata później.
Geometria hiperboliczna jest szczególnym przypadkiem geometrii Riemanna o stałej i ujemnej krzywiźnie. Stąd też pochodzi nazwa hiperboliczna, gdyż w zależności od krzywizny Riemann nazwał uzyskane przez siebie geometrie eliptyczną (dla krzywizny dodatniej), paraboliczną (dla krzywizny zero) oraz hiperboliczną (dla krzywizny ujemnej).

## Właściwości

Trójkąt oraz dwie proste przedstawione na powierzchni o geometrii hiperbolicznej

Geometria hiperboliczna ma wiele właściwości odmiennych od geometrii euklidesowej, z których każda jest konsekwencją postulatów hiperbolicznych. Oto niektóre fakty i twierdzenia geometrii hiperbolicznej:
1. Przez punkt poza prostą można poprowadzić dwie (a nawet nieskończenie wiele) prostych nie przecinających danej prostej.
2. Dla dowolnego kąta istnieje prosta równoległa do obu jego ramion. Prosta ta nazywa się prostą zagradzającą kąta.
3. Suma miar kątów dowolnego trójkąta jest mniejsza od miary kąta półpełnego. Inaczej mówiąc, różnica między miarą kąta półpełnego i sumą miar kątów wewnętrznych jest dodatnia, tę różnicę nazywa się defektem trójkąta. Dla dowolnego wielokąta suma defektów trójkątów przy dowolnej triangulacji jest stała. Defekt trójkąta jest proporcjonalny do pola trójkąta.
4. W geometrii hiperbolicznej obok jednostki rozwartości kąta (patrz radian) można także zdefiniować jednostkę długości (w przeciwieństwie do geometrii euklidesowej, w której można to zrobić jedynie z kątem). Ponadto jeśli przyjąć odległość wierzchołka kąta prostego od jego rzutu prostokątnego na zagradzającą za równą {\displaystyle \ln({\sqrt {2}}+1),} to pole każdego trójkąta jest równe jego defektowi.
5. Trójkąty o kątach odpowiednio tej samej rozwartości są do siebie przystające. W przeciwieństwie do geometrii euklidesowej, w geometrii hiperbolicznej nie ma trójkątów podobnych, które nie byłyby przystające.

## Modele

Model Kleina

Model dysku Poincaré

Są cztery zwykle stosowane modele geometrii hiperbolicznej.
- Model Kleina wnętrza koła jako płaszczyzny hiperbolicznej i cięciwy tego koła jako linii. Zaletą tego modelu jest prostota, ale wadą jest to, że kąty w płaszczyźnie hiperbolicznej są zniekształcone.

- Model dysku Poincaré także wykorzystuje wnętrze koła, ale linie są reprezentowane przez łuki kół prostopadłych do granicy koła oraz przez średnice okręgu.

- Model półpłaszczyzny Poincaré za płaszczyznę hiperboliczną przyjmuje półpłaszczyznę Euklidesa jako określoną przez Euklidesa linię B (samo B nie jest włączane). Hiperboliczne linie są więc zarówno półokręgami prostopadłymi do B, jak i promieniami prostopadłymi do B.

Oba modele Poincarégo zachowują hiperboliczne kąty. Wszystkie izometrie objęte tym modelem są zatem transformacjami Möbiusa.
- Czwarty model to model Minkowskiego, który wykorzystuje N-wymiarową hiperboloidę o obrocie osadzonym w (N+1)-wymiarowej przestrzeni euklidesowej. Ten model stosuje metrykę, mocą której odległość (a właściwie jej cosinus hiperboliczny) między dwoma punktami {\displaystyle x} i {\displaystyle y} na hiperboloidzie wyraża się wzorem: {\displaystyle d_{2}=-(x_{1}y_{1}+x_{2}y_{2}+\ldots +x_{N}y_{N}-x_{N+1}y_{N+1}).} Ta sama metryka jest używana w szczególnej teorii względności w odniesieniu do czasoprzestrzeni.